# 广东理工学院
广东理工学院（英語：Guangdong Technology College）是广东省肇庆市的一所民办本科普通高等学校，隶属于广东省教育厅，前身为肇庆科技职业技术学院。学校现有两个校区，分别位于肇庆市高要区和肇庆市鼎湖区。

## 历史
肇庆科技职业技术学院于2014年5月16日，获国家教育部批文《教育部关于同意在肇庆科技职业技术学院基础上建立广东理工学院的函》（教发函〔2014〕124号），由专科升级为本科，并更名为广东理工学院。
2017年9月，学校位于肇庆市鼎湖区金鼎路的鼎湖校区建成，正式投入使用，占地478亩。

## 院系设置
- 经济管理学院
- 信息技术学院
- 外国语学院
- 电气与电子工程学院
- 会计学院
- 建设学院
- 马克思主义学院
- 智能制造学院
- 艺术设计学院
- 体育学院
- 国际商学院
- 创新创业学院
- 继续教育学院
- 通识教育中心
- 基础课教学研究部